# Striga hermonthica
Стрига єгипетська (Striga hermonthica) — вид напівпаразитичних рослин родини Вовчкові.

## Будова
Кореневий паразит. Рослина вкрита шорсткими волосками, слабо галузиться, висота стебла 35-60 см (більша від стриги жовтої). Листя лінійне, цілокрає. Квіти великі, червоно-рожевого кольору, зібрані у довгі китиці. Насіння темно-коричневе.

## Життєвий цикл

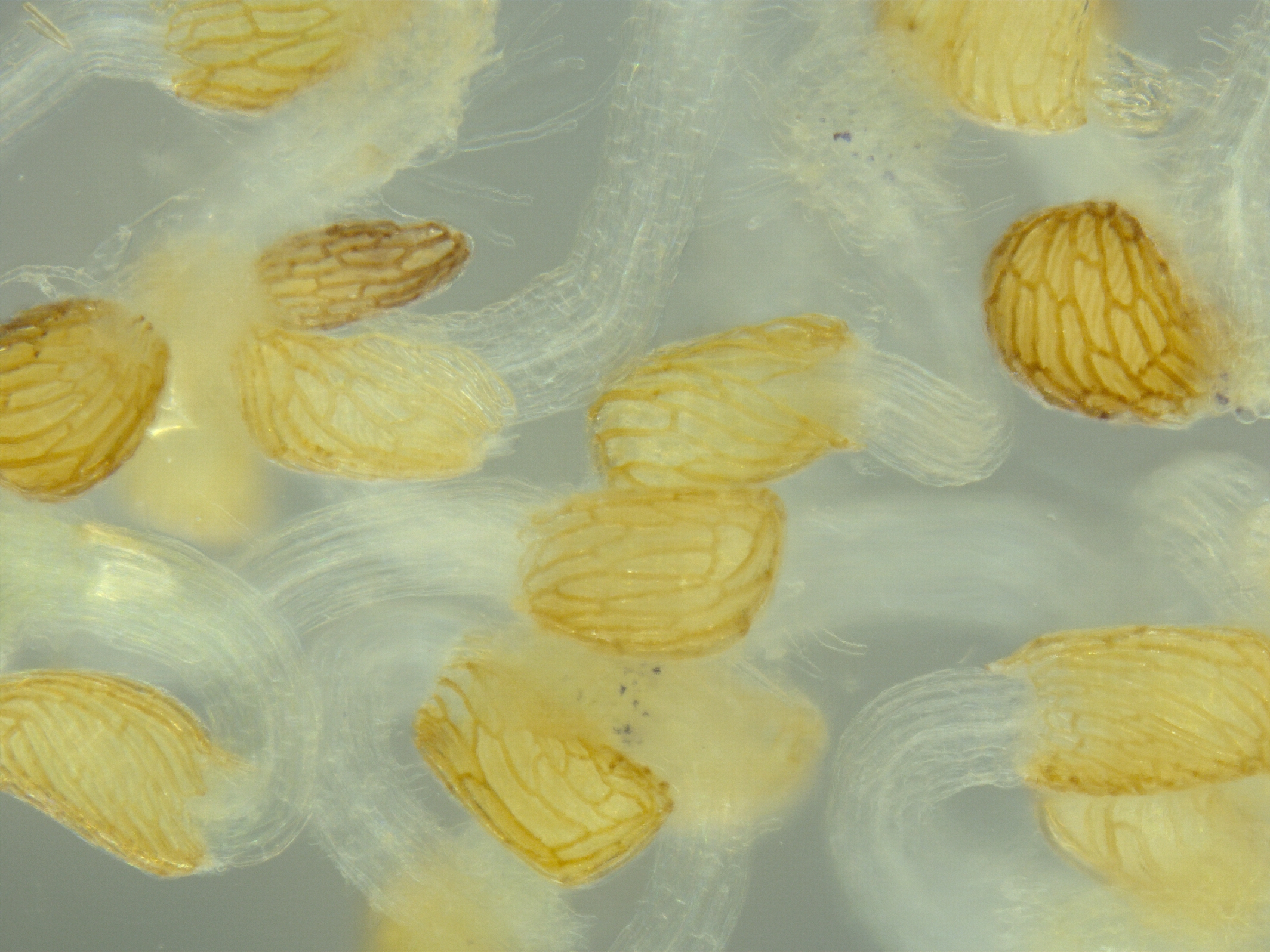
Проросле насіння напівпаразитичної рослини пурпуровий відьмин бур'ян (Striga hermonthica Delle (Benth.) (Planta: Orobanchaceae). Проростання було стимульовано синтетичним стриголактоном GR 24. Зображення отримано за допомогою стереомікроскопу Axio Zoom.V16 (Carl Zeiss, Germany).

Насіння утворюється у великій кількості (за різними даними від 40 — 450 тисяч насінин на одній рослині). У ґрунті насіння залишається життєздатним до 20 років. Воно проростає лише після появи поруч коріння одного з хазяїнів рослини. Вчені дослідили, що проростання викликає хімічна речовина стригалактон. Прикріпляється до хазяїна гаусторієм. Якийсь час рослина залишається під землею, після чого починає швидко рости і відразу вкривається квітами. Запилюється самостійно до розкривання квітів.

## Поширення та середовище існування
Батьківщиною стриг вважається африканський континент, хоча вони розповсюджені і в країнах Азії і в Австралії (у цих країнах вони здатні знищувати від 40 до 100 % врожаю). Не так давно рослина була виявлена в Сполучених Штатах Америки (в Північній і Південній Кароліні). Ці рослини можна спостерігати в основному в тропічних і субтропічних регіонах, тому в країнах з подібними кліматичними умовами вони, як правило, внесені в список небезпечних карантинних об'єктів. На території України рослини роду Стрига (Striga spp.) внесені в список А-1 «Карантинні організми, відсутні в Україні» згідно Наказу МінАПК від  29.11.2006  № 716.

## Шкода
Уражує культурні та дикі рослини родини злакових (Poaceae), сорго (Sorghum), плоскуха (Echinochloa), пальчатка (Digitaria). Знижує урожайність на 40 –100 % пшениці, овеса, жита, сорго, проса, суданської трави, кукурудзи, рису, цукрової тростини.